# ГЕС Chungju
ГЕС Chungju — гідроелектростанція в Південній Кореї. Використовує ресурс із Намхангану, лівого витоку річки Хан (басейн Жовтого моря). Найпотужніша серед ГЕС країни (без урахування гідроакумулювальних станцій).
У межах проєкту річку перекрили бетонною гравітаційною греблею висотою 98 метрів та довжиною 447 метрів. Вона утримує водосховище з площею поверхні 97 км2 та об'ємом 2750 млн м3 (корисний об'єм 1789 млн м3), в якому припустиме коливання рівня у операційному режимі між позначками 110 та 138 метрів НРМ (у випадку повені останній показник може зростати до 145 метрів НРМ).
Пригреблевий машинний зал обладнали чотирма турбінами типу Френсіс потужністю по 100 МВт, які при напорі у 58 метрів забезпечують виробництво 844 млн кВт·год електроенергії на рік.
Відпрацьована вода повертається у річку, на якій дещо нижче споруджена регулююча гребля висотою 21 метр та довжиною 481 метр, яка утримує невелике водосховище з корисним об'ємом 17 млн м3. При ній працює мала гідроелектростанція з двома бульбовими турбінами загальною потужністю 12 МВт, які використовують напір у 9,2 метра.
Видача продукції відбувається по ЛЕП, розрахованій на роботу під напругою 154 кВ.
Окрім виробництва електроенергії гідрокомплекс відіграє важливу роль у захисті розташованих нижче областей (включаючи столицю країни Сеул) від повеней. Також забезпечується постачання 3,4 млрд м3 на рік для потреб населення та промисловості.